# Idactus demoori
Idactus demoori là một loài bọ cánh cứng trong họ Cerambycidae.